# Capreolinae
Sous-famille
Les Capreolinae sont une sous-famille de cervidés.

## Liste des genres
Selon ITIS & MSW :
- Alces Gray, 1821
- Blastocerus Gray, 1850
- Capreolus Gray, 1821
- Hippocamelus Leuckart, 1816
- Mazama Rafinesque, 1817
- Odocoileus Rafinesque, 1832
- Ozotoceros Ameghino, 1891
- Pudu Gray, 1852
- Rangifer Hamilton Smith, 1827

S'y ajoute en 2024 :
- Pudella Thomas, 1913 emend. Barrio, Gutiérrez & D'Elía 2024[1]